# Hurrikaani-Loimaa 2016-2017
Questa voce raccoglie le informazioni riguardanti l'Hurrikaani-Loimaa nelle competizioni ufficiali della stagione 2016-2017.

## Organigramma societario
Area direttiva
- Presidente: Rauno Mäkelä

Area tecnica
- Allenatore: Lauri Rantanen
- Allenatore in seconda: Jani Korhonen
- Assistente allenatore: Ari-Heikki Kulmala

## Rosa
| N° | Nome             | Ruolo | Data di nascita   | Nazionalità sportiva |
| -- | ---------------- | ----- | ----------------- | -------------------- |
| 1  | Jesse Mäntylä    | L     | 24 marzo 1987     | Finlandia            |
| 2  | Johannes Laine   | S     | 5 gennaio 1993    | Finlandia            |
| 3  | Akseli Haltia    | P     | 3 marzo 1994      | Finlandia            |
| 6  | Niilo Laine      | L     | 30 luglio 1999    | Finlandia            |
| 7  | Kai Lehtinen     | S/O   | 13 ottobre 1981   | Finlandia            |
| 8  | Karri Kutinlahti | C     | 26 gennaio 1995   | Finlandia            |
| 9  | Tomi Mutka       | S     | 14 settembre 1990 | Finlandia            |
| 10 | Eemeli Kouki     | S     | 26 ottobre 1991   | Finlandia            |
| 11 | Harrison Peacock | P     | 31 gennaio 1991   | Australia            |
| 12 | Tuomas Koppanen  | C     | 4 ottobre 1993    | Finlandia            |
| 13 | Mikko Oivanen    | S/O   | 26 maggio 1986    | Finlandia            |
| 15 | Matti Oivanen    | C     | 26 maggio 1986    | Finlandia            |
| 16 | Luke Smith       | S     | 30 agosto 1990    | Australia            |
| 21 | Henry Kartano    | S     | 23 maggio 1992    | Finlandia            |
| 22 | Antti Räikkönen  | S/L   | 28 agosto 1993    | Finlandia            |
| 24 | Risto Kurppa     | C     | 6 aprile 1993     | Finlandia            |